# Melanargia gigantea
Melanargia gigantea är en fjärilsart som beskrevs av Hartig 1924. Melanargia gigantea ingår i släktet Melanargia och familjen praktfjärilar. Inga underarter finns listade i Catalogue of Life.